# Moraea alpina
Moraea alpina är en irisväxtart som beskrevs av Peter Goldblatt. Moraea alpina ingår i släktet Moraea och familjen irisväxter. Inga underarter finns listade i Catalogue of Life.